# Mais AD
- Wikiquote

A Mais AD foi uma operadora móvel com rede virtual ou MVNO (Mobile Virtual Network Operator) criada pela Assembleia de Deus em parceria com a Movttel, tendo como diretor geral Raul Aguirre e como principal investidor Ricardo Knoepfelmacher, uma credenciadora da operadora de telefonia móvel Vivo que é detentora de 50% do capital do empreendimento, enquanto o restante está com pessoas físicas e jurídicas ligadas à Assembleia de Deus.

## História
A empresa surgiu em 14 de janeiro de 2015, até então como “Alô Serviços”, uma operadora móvel com rede virtual ou MVNO (Mobile Virtual Network Operator) criada pela Assembleia de Deus, em parceria com a Movitel, que depois teve sua nomenclatura modificada para Mais AD pois o nome Alô Serviços não foi aceito inicialmente pela Vivo na homologação do Contrato para Representação na prestação do SMP por Credenciado - MVNO. Foi aprovada pela Agência Nacional de Telecomunicações (ANATEL) como operadora de telefonia móvel virtual credenciada pelo órgão regulador brasileiro tendo a Movttel sendo sua enabler – faz o elo entre Vivo e Mais AD.
Em 28 de janeiro de 2015, o superintendente de competição da ANATEL, senhor Carlos Manuel Baigorri, homologou o Contrato para Representação na prestação do SMP por Credenciado - MVNO firmado entre a Telefônica Brasil S. A. e Alô Serviços de Telefonia Móvel LTDA.
A empresa tem entre seus investidores, o ex-presidente da Brasil Telecom (incorporada à Oi), Ricardo Knoepfelmacher, que além de investidor é um consultor experiente em telecomunicações.[carece de fontes?]
A operadora entrou em operação em 2 de outubro de 2015, começando a vender seus chips e prestar seus serviços somente em 5 de outubro de 2015, com os mesmos planos de serviços que os da operadora Vivo. Aguirre explicou que a demora deu-se por “integrações sistêmicas e complicadas com a Vivo”, tanto que apenas o acesso pré-pago foi liberado e não há previsão para o pós-pago.

### Falha
Em 11 de maio de 2017 ocorreu uma falha no sistema da empresa Mais AD que permitiu a disponibilidade de internet gratuita nos celulares com os seus chips. Houve pessoas que, se aproveitando dessa falha, vendiam o chip por valores um pouco mais caros prometendo internet ilimitada gratuita. O problema ocorreu devido a manutenção que a Vivo estaria realizando na rede.

### Inadimplência e encerramento
Em 5 de abril de 2020, a Vivo suspendeu contrato com a Mais AD.
A Vivo acusa a Mais AD de inadimplência referente ao pagamento de taxa de implementação no começo da operação, enquanto a Mais AD diz aguardar o pagamento de R$ 17 milhões relativos aos chips ativados. Além disso, a Mais AD prometeu que teria ao todo 9 mil clientes, sendo que só atingiu 1,6 mil clientes.
A Vivo disponibilizou em seu site formas de resolver o problema de ter o chip Mais AD desativado.